# グリチルリチン
グリチルリチン (glycyrrhizin) またはグリチルリチン酸は甘草の根に含まれる有効成分である。スクロース（砂糖）の150倍の甘みを持つといわれる。
化学的には、グリチルリチンはトリテルペン配糖体で、CAS番号は1405-86-3。遊離の酸は水に溶けないが、アンモニウム塩はpH4.5以上で溶ける。構造はステロイドに類似しているが、ステロイド類が3つのイス型六員環と末端に1つの五員環を持つのに対し、４つの六員環を持っている。このため弱いアルドステロン様作用があり、またコルチゾンの代謝等に影響を及ぼす。
グリチルリチンの甘さは砂糖より遅く立ち上がり、後に引くため、砂糖の甘さとは異なる。また、特徴的な甘草の味があるため、砂糖の代用としてそのまま使用するには不適当である。高熱下でも安定している点が人工甘味料のアスパルテームとは異なる。
アメリカ合衆国においては安全性の認められた調味料ではあるが、甘味料としてではなくキャンディーや薬、タバコの味付けに用いられる。
日本では、1970年代に人工甘味料の安全性への懸念から植物由来のグリチルリチンが代用甘味料として、同様に植物由来のステビアと共に一般的に使用されるようになった。しかしながら、グリチルリチンに薬理学的な副作用（アルドステロン様作用）が発見され、日本政府は国民に対し1日の摂取量を200ミリグラムに制限した。

## 健康上の効果
グリチルリチンや他の甘草の根に含まれる成分は多数の薬効があり、特に消化性潰瘍や去痰薬としての効果がある。グリチルリチンのアグリコンであるグリチルレチン酸は、消化性潰瘍の治療に効果がある。その人工代替品であるカルベノキソロンはイギリスで開発された。グリチルレチン酸とカルベノキソロンは共にギャップ結合チャネルを通して神経信号を調節する効果がある。
最も広く報告されているグリチルリチンの副作用は高血圧（偽性アルドステロン症）と浮腫（むくみ）である。
製品例としては、グリチロンがある。

## 高血圧の原因
グリチルリチンはコルチゾールをコルチゾンに変化させる酵素、11-β-ヒドロキシステロイド脱水素酵素 (11-β-hydroxysteroid dehydrogenase) の効果を抑制し、その結果コルチゾールが集合管で増加する。コルチゾールは元来、糖質コルチコイドとしての特性を持ち、タンパク質の分解を促進して血中グルコース濃度を上昇させる。